# Armia Wyzwolenia Palestyny

Emblemat Armii Wyzwolenia Palestyny

Armia Wyzwolenia Palestyny (arab. ‏جيش التحرير الفلسطيني‎) – palestyńska organizacja zbrojna.
Została utworzona w 1964 roku jako oficjalne siły zbrojne Organizacji Wyzwolenia Palestyny. W ramach armii powstały trzy brygady: Ajn Dżalut (stacjonowała w Egipcie i Strefie Gazy), Hittin (w Syrii) i Al-Kadisijja (w Iraku, a następnie w Jordanii). Od początku działań formacji większość jej żołnierzy bliska była ideologii lewicowej. W 1965 roku około 500 oficerów wzięło udział w półrocznym szkoleniu wojskowym w Chińskiej Republice Ludowej.
W 1967 roku liczbę jej żołnierzy szacowano na 15 tysięcy. 
Od czasu przejęcia władzy w OWP przez Jasira Arafata w 1969 roku, armia wymknęła się spod kontroli OWP.
W 1970 roku AWP przystąpiła do konfrontacji z wojskiem jordańskim w trakcie wydarzeń Czarnego Września. Udział formacji w konflikcie był stosunkowo niewielki. W następstwie wojny z Jordanią, do Syrii przeniesione zostały wszystkie oddziały Armii Wyzwolenia Palestyny. W kolejnych latach AWP formalnie pozostawała częścią OWP, w praktyce była jednak podporządkowana Siłom Zbrojnym Syrii.
W 1971 roku z armii usunięto oficerów posądzanych o sympatie komunistyczne. Liczbę jej żołnierzy szacowano wówczas na 10 tysięcy.
Wraz z utworzeniem Autonomii Palestyńskiej większa część armii wchłonięta została przez służby bezpieczeństwa Autonomii. Około 4500 żołnierzy pozostało w Syrii.
Od 2011 roku formacja uczestniczyła w konflikcie w Syrii, w którym wsparła prezydenta Baszszara al-Asada. AWP liczyła w tym czasie od 6500 do 8000 żołnierzy, a ich dowódcą był pochodzący z Safedu generał-major Muhammad Tariq al-Khadra. Wzięła udział w walkach o Al-Jarmuk, Darę i Bajt Dżinn.